# Evighetens gäster
Evighetens gäster (franska: Au château d'Argol, "Vid Argols slott") är en roman från 1938 av den franske författaren Julien Gracq. Den utspelar sig vid ett slott i Bretagne, dit en man har bjudit in en vän, som också har tagit med sig en ung kvinna. Romanen är full av symbolik och har hämtat grepp från 1800-talets skräcklitteratur. Gracq själv beskrev den som en "demonisk version" av Richard Wagners opera Parsifal.
Romanen, som var författarens första, blev refuserad av förlaget Gallimard men gavs ut av José Corti, som var förknippad med surrealisterna. Den blev hyllad av surrealisternas ledare André Breton. Den gavs ut på svenska 1949 i översättning av Arne Häggqvist.